# Doctor Belisario Domínguez, Juárez
Doctor Belisario Domínguez är en ort i Mexiko.   Den ligger i kommunen Juárez och delstaten Chiapas, i den sydöstra delen av landet, 700 km öster om huvudstaden Mexico City. Doctor Belisario Domínguez ligger 34 meter över havet och antalet invånare är 703.
Terrängen runt Doctor Belisario Domínguez är platt åt nordost, men åt sydväst är den kuperad. Runt Doctor Belisario Domínguez är det ganska glesbefolkat, med 43 invånare per kvadratkilometer. Närmaste större samhälle är Pueblo Juárez, 4,5 km norr om Doctor Belisario Domínguez. Trakten runt Doctor Belisario Domínguez består till största delen av jordbruksmark.